# Sieversches Gesetz
Das Sieversche Gesetz ist ein vom deutschen Philologen Eduard Sievers entdecktes germanisches bzw. indogermanisches Lautgesetz, das die Verteilung  von -j- und -ij- sowie -w- und -uw- gemäß der Quantität der vorhergehenden Silbe regelt. Das Gesetz besagt, dass den Halbvokalen -j- und -w- nach langer Silbe ein homorganer Vokal (also des gleichen Bildungsortes), vorangestellt wird. Da Fredrik Otto Lindeman ebenfalls zu diesem Lautgesetz publiziert hat, ist das Gesetz auch unter der Bezeichnung Sievers/Lindeman bekannt. Ähnliche Vorgänge im Vedischen haben Franklin Edgerton dazu veranlasst, Erweiterungen des Sieverschen Gesetzes vorzuschlagen, die aber in der Forschung umstritten sind.  

## Beispiele
Sievers Gesetz tritt ein nach langsilbiger Basis: Gotisch haírdeis ‘Hirte’ < germ. *herđijaz < idg. *kerdʰjos
Sievers Gesetz bleibt aus nach kurzsilbiger Basis: Gotisch harjis ‘Heer’ < germ. *harjaz < idg. *korjos
Im zweiten Fall liegt allerdings eine Neuerung vor, da germ. *harjaz im Gotischen lautgesetzlich *haris ergeben hätte (Bammesberger 1990:40).

## Lindemansches Gesetz
Als Lindemansches Gesetz bezeichnet man dieselbe Erscheinung, wenn sie über eine Wortgrenze hinweg wirksam ist, nämlich dann, wenn ein einsilbiges Wort mit einer Folge aus Konsonant und Halbvokal im Anlaut unmittelbar auf ein Wort mit langer Endsilbe folgt. Damit konnte im Indogermanischen jeder solche Einsilbler eine stellungsbedingte Lindeman-Variante bilden, die sich in der Folge verselbständigen konnte; so entstand zum Beispiel zu idg. *du̯oh2 ‚zwei‘ zweisilbiges *duu̯oh2, woraus sich der Gegensatz erklärt zwischen altindisch duvā, duvāu, gotisch twai, deutsch zwei, altlateinisch duis ‚zweimal‘ einerseits und altindisch dvā, dvāu, altgriechisch δύω dýō, lateinisch duo, altkirchenslawisch dŭva andrerseits.